# Нововасиливка
Нововасиливка (на украински: Нововасилівка) е селище от градски тип в Южна Украйна, Приазовски район на Запорожка област. Населението му е около 2811 души.